# Колонія (фільм, 1997)
«Колонія» (англ. Double Team) — американський бойовик 1997 року, у якому головні ролі виконували Жан-Клод Ван Дам, Міккі Рурк і Денніс Родман.

## Сюжет
Спецагент ЦРУ Джек Квін вирушив на завдання із затримання небезпечного терориста Ставроса, який колись теж був агентом. Але в парку атракціонів починається перестрілка, загинули як члени з групи захоплення, так і цивільні. Серед загиблих був і маленький син Ставроса. Останній зник, перед тим пообіцявши помститися Квінну. Джек, який ледь не загинув під час вибуху, заарештували і помістили в Колонію — особливу в'язницю для таких же як він, колишніх «спецагентів». Там Джека намагаються використати як консультанта з питань тероризму. Але Джек не може змиритися з подібною долею, адже у нього на волі залишилася дружина, яка скоро народить сина. Джек наважується на зухвалу втечу, і, використовуючи допомогу хитромудрого Яза, власника нічного клубу в Антверпені, а за сумісництвом торговця суперзброєю, вирушає визволяти свою дружину і маленького сина з рук свого заклятого ворога — Ставроса.

## У ролях
| Актор                | Роль                  |
| -------------------- | --------------------- |
| Жан-Клод Ван Дамм    | Джек Квінн            |
| Денніс Родман        | Яз                    |
| Міккі Рурк           | Ставрос               |
| Пол Фрімен           | Голдсміт              |
| Наташа Ліндінгер     | Катрін Квінн          |
| Валерія Каваллі      | доктор Марія Тріфіолі |
| Джей Бенедикт        | Брендон               |
| Джоелль Дево-Вулліон | подруга Ставроса      |
| Бруно Білотта        | Кофі                  |
| Маріо Опінато        | Джеймс                |

## Додаткові факти
- Перша роль у кіно зірки НБА Денніса Родмана.[джерело?]
- Дія фільму відбувається в 4 країнах Європи — Хорватії, Бельгії, Франції, Італії.[джерело?]

## Нагороди
- Премія «Золота малина» за найгіршу чоловічу роль другого плану — Денніс Родман.
- Премія «Золота малина» в номінації «Гірша нова зірка» — Денніс Родман.
- Премія «Золота малина» за найгірший акторський дует — Жан-Клод Ван Дам і Денніс Родман.